# Кешанта
Кешанта (санскр. केशान्त, IAST: keçānta) – тринадцатая из 16-ти санскар, совершаемых индусами. 
Эта санскара связана с первым бритьём ученика, совершаемым им по достижении 16 лет. Считается, что этот ритуал символизирует полный контроль молодого человека над начинающейся сексуальной жизнью. Церемония проведения кешанты практически полностью идентична исполнению чудакараны, за исключением того, что вместо стрижки волос на голове включает в себя бритьё волос на лице (бороды и усов). Выполнял бритьё чаще всего семейный цирюльник; первый раз сами юноши никогда не бреются. Волосы выбрасывались в реку. Ранее эта санскара была также известна как годана («дарение коровы») или годанакарман («обряд дарения коровы»), так как ученик приносил корову в дар своему учителю по окончании церемонии. 
Согласно Ману-смрити (II.65) брахману следует совершать эту санскару в 16 лет, кшатрию – в 22 года, а вайшье – в 24. После кешанты полагалось соблюдать обет молчания и провести целый год в воздержании.
Ещё в начале XX века обривался только подбородок, так как сбривание усов было знаком траура.